# الأسرة المصرية الأولى
الأسرة المصرية الأولى (حوالي 3100 - 2890 ق.م.) وهي السلالة الأولى من الملوك المصريين الذين حكموا مصر بعد توحيدها (مصر العليا والسفلى) عن طريق الملك نارمر، وتمثل بداية العصور التاريخية المصرية. كان مركز الحكم في ذلك الوقت في مدينة ثينيس. وتشكل الأسرة الأولى بجانب الأسرة الثانية عصر الأسر المصرية المبكرة، أو العصر الثيني؛ لأنهم ينتمون إلى ذات المدينة (ثينيس) الواقعة بالقرب من أبيدوس في مصر العليا.
تُصادف هذه الفترة مع فترة أنتهاء حضارة نقادة الثالثة، التي استمرت من 3050 ق.م حتى 2890 ق.م. ويختلف هذا التأريخ في المصادر وفقاً لمناهج التدوين المعتمدة.
تمكن الملوك الأوائل من توحيد مصر العليا والسفلى تحت حكمهم، وبدأ تاريخ مصر الفرعونية القديمة من الأسرة الأولى لمصر. وعلى الرغم من ذلك إلا أن الأقاليم -هم سابقين الأسرة الثالثة وينقسموا إلى 16 أقليم في مصر العليا و10 في مصر السفلى - احتفظت لتأثيرأت إدارية.

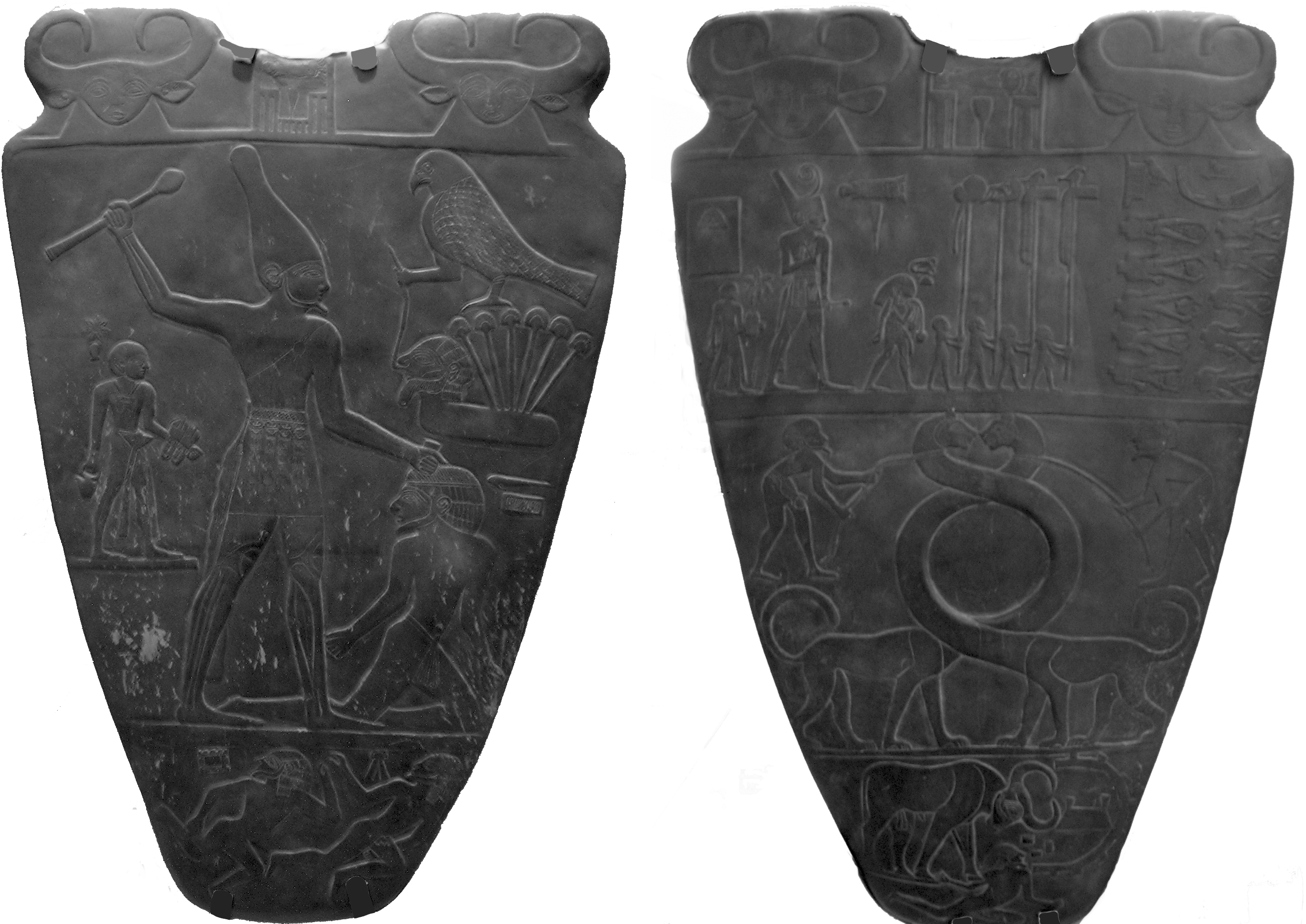
لوحة نارمر موحد القطرين ومؤسس الأسرة الأولى 3100 قبل الميلاد. إسمه مكتوب أعلى اللوحة في سيرخ.
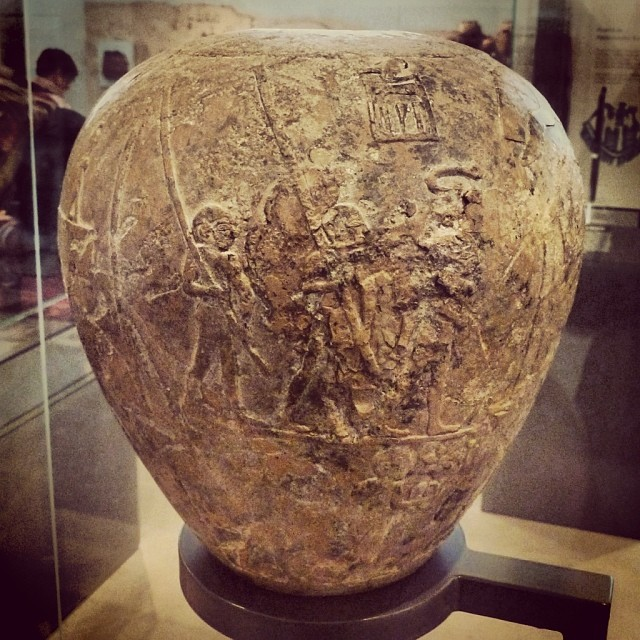
صولجان رأس نارمر
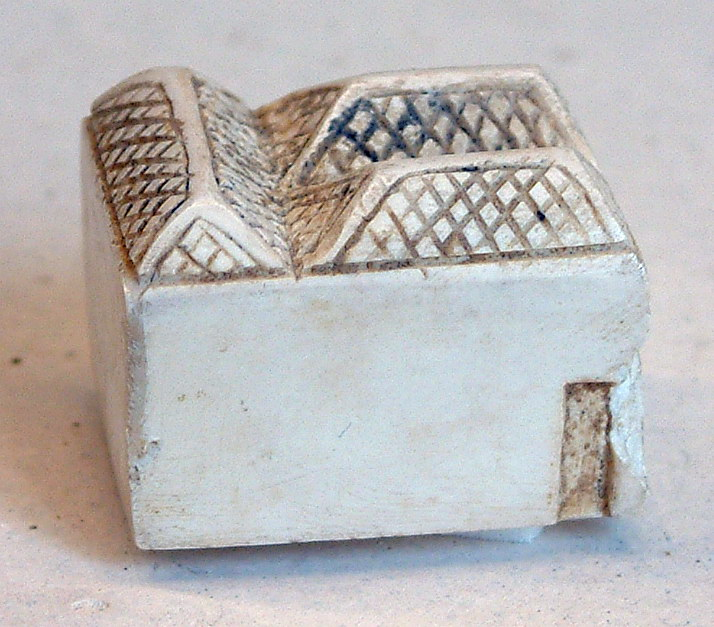
بيت من العاج يعود لعهد الملك دن عثر عليه في مقبرة بأبو رواش ويوجد حاليا في متحف اللوفر
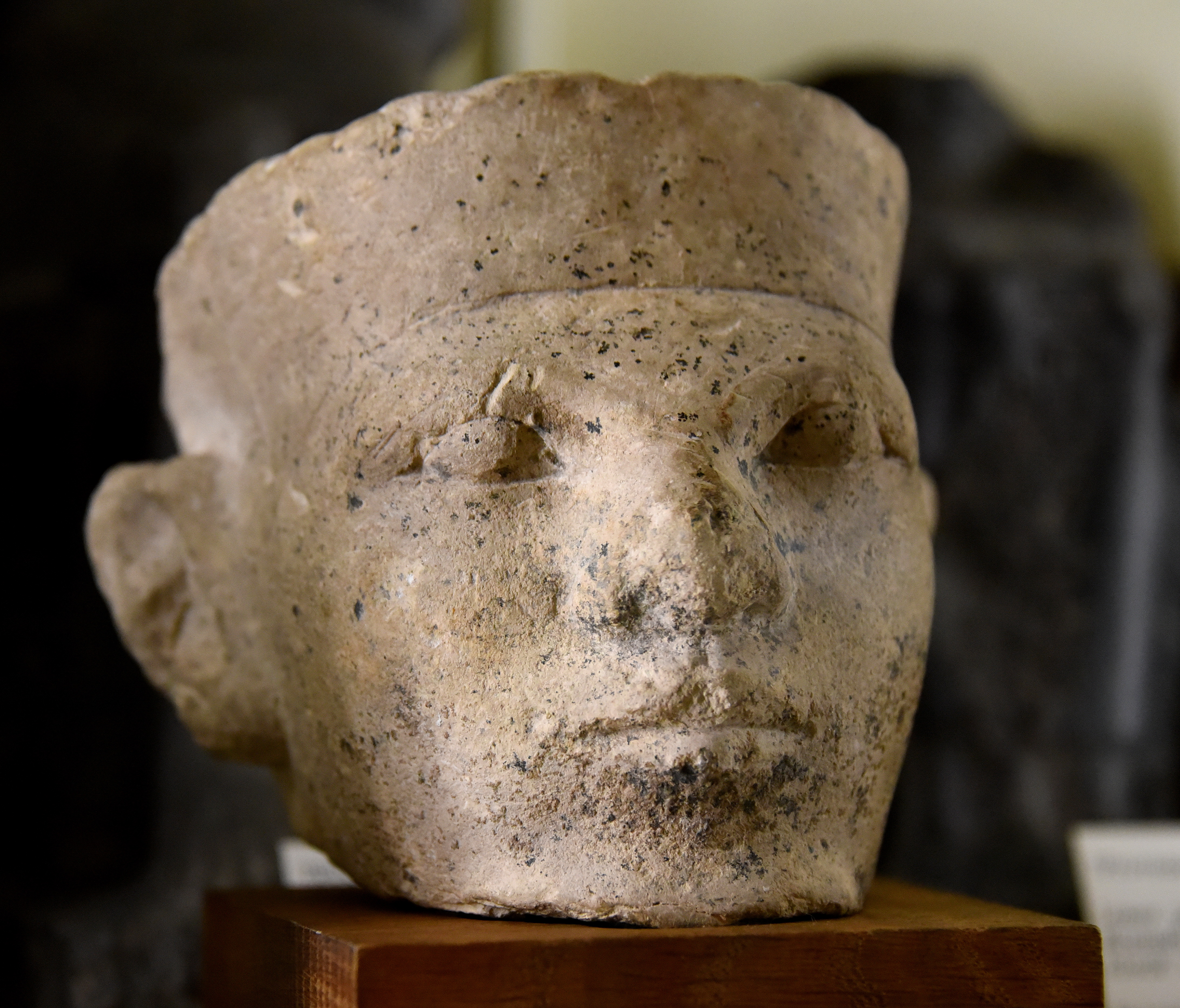
قطعة من الحجر الجيري منحوتة على هيئة رأس لأحد الملوك ،وفقا لبتري من المحتمل أن يكون الملك نارمر ،وهي محفوظة بمتحف بتري لعلم الاثار المصرية في لندن

## ملوك الأسرة المصرية الأولى
| الاسم    | حسب قائمة أبيدوس | التأريخ                                     |
| -------- | --- | ------------------------------------------- |
| نارمر    | ربمَّا يكون هو الملك مينا حسب قائمة أبيدوس ووفقاً لمانيتون. يعتبر هو الملك الأول لمصر القديمة، ومؤسس الأسرة الأولى. وسميت كل من الأسرة الأولى والثانية باسم العصر الثيني أو العصر العتيق؛ لأن ملوكهما ينتمون أصلهم إلى نفس المدينة ثينيس في مصر العليا. تُأرخ فترة حكم الملك نارمر (مينا) تقريباً بحوالي 3100ق.م. نُسب إلى هذا الملك بناء مدينة منف وتأسيس معبد الإله بتاح في هذه المدينة. وتوفي الملك أثر جرحاً تلقاه أثناء الصيد. | بدأ حوالي 3100–3050 ق.م..                   |
| حور عحا  | ربمَّا يكون هو الملك تتي حسب قائمة أبيدوس. مَاَرسَ الطب، وحارب بلاد النوبة وليبيا. هو السلف الملك نارمر، لقب بآتي في قائمة ملوك مصر (أبيدوس)، ولقب بأتوتيس وفقاً لمانيتون. ويعني اسمه المحارب. حارب ضد بلاد النوبة، وشبد معبد الإلهنيث في صا الحجر ضمت حديثاً لمصر السفلى. يوجد للملك مقبرة في أبيدوس، ومقبرة رمزية القبر الأجوف في سقارة. | بدأ حوالي 3050 ق.م.                         |
| جر       | إتي حسب قائمة أبيدوس. كانت هناك علاقات تجارية مع ليبيا في عهدهِ، غزا جزء من أرض سيناء والكنعان. حارب كلا من سيناء وبلاد النوبة، وتوغل حتى وصل إلى الشلال الثاني، وفقا لما تعرضه لوحة محفورة وجدت بالقرب من قلعة بوهين. ومن المرجح انه قاد حملة ضد الليبيين. زوجته هي مريت نيت. كما تم اكتشاف مقبرته في أبيدوس، ودفن بجانبه أكثر من 300 خادم لخدمته في العالم الاخر. | حوالي. 3049–3008 ق.م. 41 عامًا (حجر باليرمو) |
| جت       | قام بتوسيعات خارج مصر، وفي عهده حدثت مجاعة كبيرة دمرت مصر. | 3008–2975؟                                  |
| مريت نيت | مربيـاپ حسب قائمة أبيدوس. هي ملكة وصية على العرش، أم الملك دن. كما انها موضع نقاش حيث من المحتمل انها تولت العرش بعد موت الملك جر، ومن الممكن أيضا اعتبارها أول حاكمة لمصر، وطبقا لما اشار اليه بعض علماء الاثار انها كانت ملكة وصية على العرش مع الملك جت وربما حدث ذلك بالتراضي بينهما. معنى اسمها هو المحبة لنيت (نيث) (اله مصر السفلى، كما لديها مثلها مثل الكثير من الملوك في عهدها مقبرة ومقبرة أخرى رمزية في كلا من أبيدوس وسقارة. كلاهما لهما الوقار الملكي من حيث الحجم والبناء. | 3008؟                                       |
| دن       | حارب في سيناء، تم إحصاء سكان البلاد بوجه عام في عهده. اسمه النبتي (اسم نبتيهو سمتي، وعرف ايضا باسم حسابتي في قائمة أبيدوس الملكية، وبأسم أوسافايدوس وفقا لمانيتون. قام بالعديد من الحملات على سيناء؛ ليدافع عن مناجم المالاكيت التي أكتشفها البدو. واحتفل خلال فترة حكمه بعيد الحب سد والذي من خلاله اعتقد أن الملك حكم لمدة 30 سنة على الأقل. ويظن انه وصل إلى الحكم في سن مبكر، ويؤكد ذلك أن والدته حكمت كوصية على العرش. وخلال فترة عهده قام بتعداد الماشية. ظهر في فترة حكمه منصب لاحدى الموظفين ذو شأن يدعى حماقا أعمال هذا الموضف تشبه ما يقوم به الوزراء في العهود الحديثة. مقبرته في ابيدوس صغيرة الحجم، ويوجد 130 مقبرة مجاورة لخدمه. أما المقبرة في الشمال فهي مخصصة لكلا من الملك ووزيره حماقا. | 2975–2935 30 إلى 50 عامًا (40 عامًا ق.م.)     |
| عج إب    | يعتبر مغتصب للحكم، وفترة حكمه مليئة بالإضطرابات السياسية. هو (مربابن كما ذكر في ابيدوس)،(ميابيدوس وفقا لمانيتون)، هو أول ملك تبدأ به قائمة ملوك سقارة، على الرغم من أن اسمه تم حذفه أغلب الظن من قبل خلفه سمر خت، ويدل ذلك على وجود فترة من الصراعات الأسرية ويكون ذلك أثباتا على قلة حجم مقبرته في ابيدوس. وتضم مقبرته في سقارة عناصر معمارية متطورة تعكس التقدم والتطور في تقنيات الانشاء. | 2935–2925 ق.م. 10 أعوام (حجر باليرمو)       |
| سمر خت   | سـمسـو حسب قائمة أبيدوس. أيضاً مغتصب للحكم. هو الخلف لعج ايب، قليل الشهرة. احتفل بعيد الحب سد. توجد مقبرته في ابيدوس، لكن لم يت العثور على مقبرته الرمزية في سقارة. | 2925?–2916؟ 9 أعوام (حجر باليرمو)           |
| قاع      | قُبح حسب قائمة أبيدوس. اخر ملوك الأسرة الأولى، توجد له مقبرة في ابيدوس وأخرى رمزية في سقارة. | 2916؟–2890 ق.م.                             |

## فجر الحضارة الفرعونية
بدأت تظهر الملامح الأولى للحضارة مع ظهور المدن الصغيرة على طول ضفاف نهر النيل والدلتا.
ولتسهيل العلاقات الثقافية والتجارية:
• بدأت الكتابة الهيروغليفية تتطور.
• بدأوا في تسجيل الحوليات الملكية (القوائم الملكية).
•الأحتفال بعيد الحب سد المعروف.
•شيدوا قبورهم في المقابر الملكية بكلا من سقارة وأبيدوس.
•هناك تطور كبير في العمارة المشيدة من الطوب اللبن في نخن، وأبيدوس وسقارة.

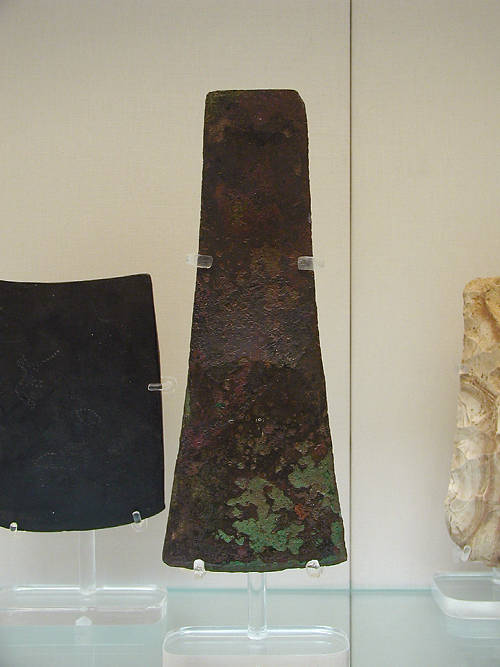
فأس من النحاس يعود لعصر الأسرة الأولى ،يوجد في المتحف البريطاني

## الحالة الاقتصادية في مصر القديمة
كانت الأرض في مصر القديمة مملوكة للملك (الإله المجسد)، وتعتبر بإجمالها وحدة إنتاجية إلى جانب الموظفين الذين يقومون بحرثها والمباني والمعدات والماشية. وتدار هذه الوحدات الإنتاجية في إطار المجالات المركزية كالقلاع أو المدن، وقد تعتمد مباشرة على الإدارة الملكية، أو تتخصص للمؤسسات كالمعابد والمباني الجنائزية الملكية أو للموظفين كمكافأة لمناصبهم التي يشغلونها في خدمة الدولة.
لم تتواجد في البداية الملكية الخاصة، لكن من خلال الأرث للمناصب وبالأخص الخاصة بالأعمال الجنائزية فبتالي ليس هناك شك من أن العائلات الكبيرة قد استطاعت احتكار مجالات مهمة. وظل ذلك تحت أعين الأدارة في حال تنقل وبقاء الموظفين.
إذا لم تعرف مصر القديمة العملة، فأنهم كانوا يقيمون سلعهم بمعيار نقدي كالنحاس والفضة والذهب.
سمح كلا من خصوبة الوادي، والثراء، وتنوع المنتجات التي تم تطويرها في بداية الألفية الثالثة قبل الميلاد بوجود اقتصاد الكفاف، واعادة التوزيع، حيث أدى ذلك إلى ندرة الجوع والفقر.
وكانت تعتبر جميع التبادلات الخارجية احتكارا للدولة. فكان يتم توريد المواد الخام (الأحجار الكريمة، والنحاس، والذهب، والخشب) من خلال حملات الأستثمار المؤقتة في أماكن المستودعات (سيناء، والجبال العربية، وبلاد النوبة)، أو بيتم ذلك أيضا عن طريق البعثات التجارية إلى المناطق النائية (الشرق). كما يدل وفرة وجود الفخار السوري والفلسطيني في المقابر في بداية الألفية الثالثة قبل الميلاد خاصة في الجزء الأول من الأسرة الولى على شدة التعاملات. وربما لعب الذهب المصري دورا اساسي في تلك التبادلات الدولية.

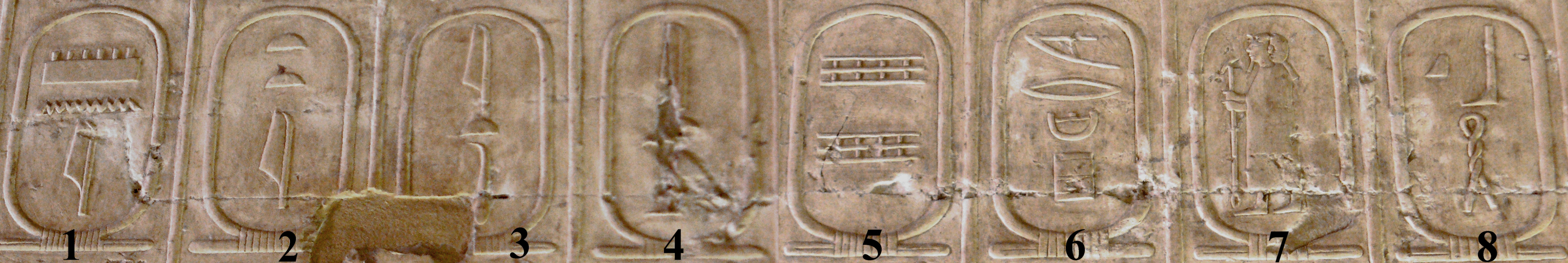
قائمة ابيدوس الملكية ،خراطيش أسماء الملوك 1-8

## افتراضية حول الفرعون الأول لمصر
وفقا لكلا من فرانكفورت وأميري:
يقول الأغلبية أن الفرعون الأول لمصر هو حورس (نارمر)، مينا (وفقا لقائمة أبيدوس الملكية وبردية تورين)، ومينس (طبقا لمانيتون)، من (هيرودوت).
وهناك قول أخر طبقا لمويير مفسرا لقوائم أبيدوس:
أن الفرعون الأول يدعى مينس، ثم دعى حورس عحا.
هناك افتراضية أخرى يدعمها كلا من دريوتون وفانديار:
كلا من نارمر، ومينس، وعحا، وجر خلف كلا منهما الآخر.
وطبقا لسشنيدر وبكارث
أن الفرعون الأول هو عحا وانه هو موحد البلاد.

## أفتراضية حول كيف تم توحيد مصر
ظهور الدولة المصرية هي موضع نقاش حيث يوجد العديد من النظريات التي تتحدث عن العناصر المختلفة، والأسباب، والطرق التي استخدمت من أجل توحيد البلاد.
تريجر، ويلدونغ، وكوهلر يقولوا أنهم أنصار من أصل سلمي أو التوحيد قائم على علاقات تجارية.
كايسر، هيلك، وفون ديرواي يروا انه من خلال الحرب والغزو وغيرها من الصراعات.
هوفمان، كيمب، وبراد: عدة من العوامل التي تندمج فيما بينها.

## معرض صور

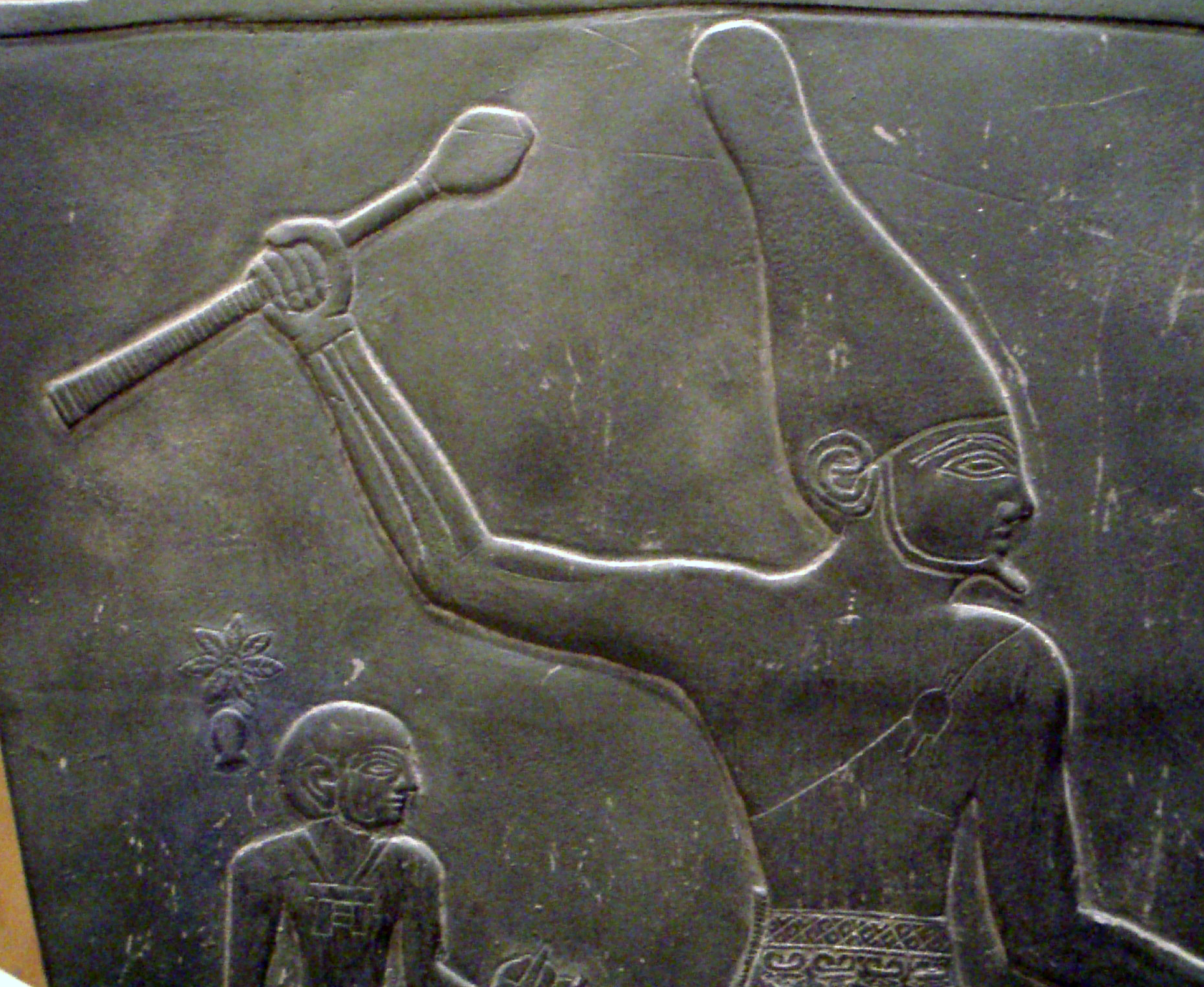
الفرعون نارمر . نسخة محفوظة في الجناح المصري القديم لمتحف أونتاريو الملكي.
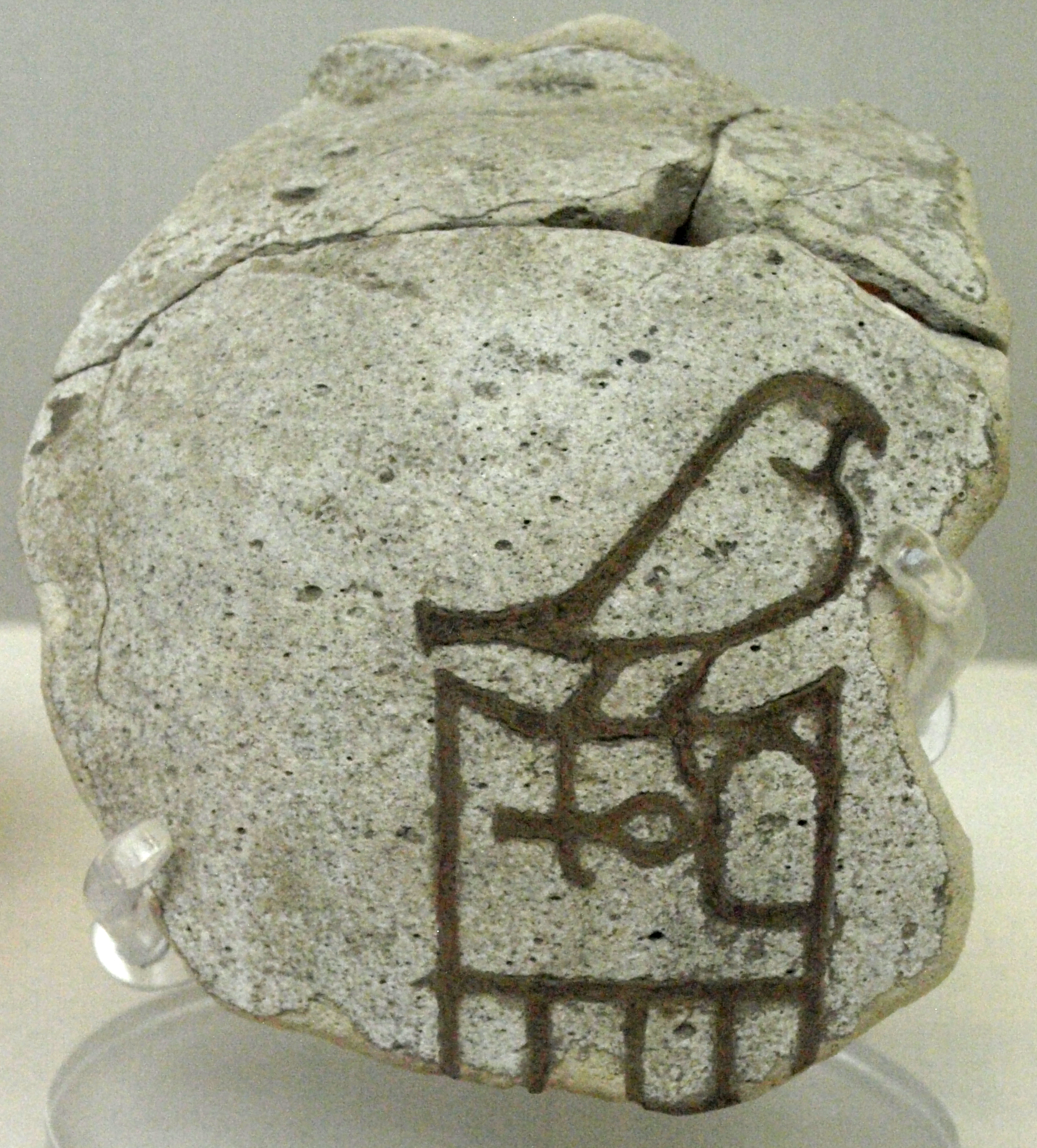
قطعة أثرية تحمل اسم الفرعون حور عحا وجدت في معبد أوزوريس في أبيدوس.
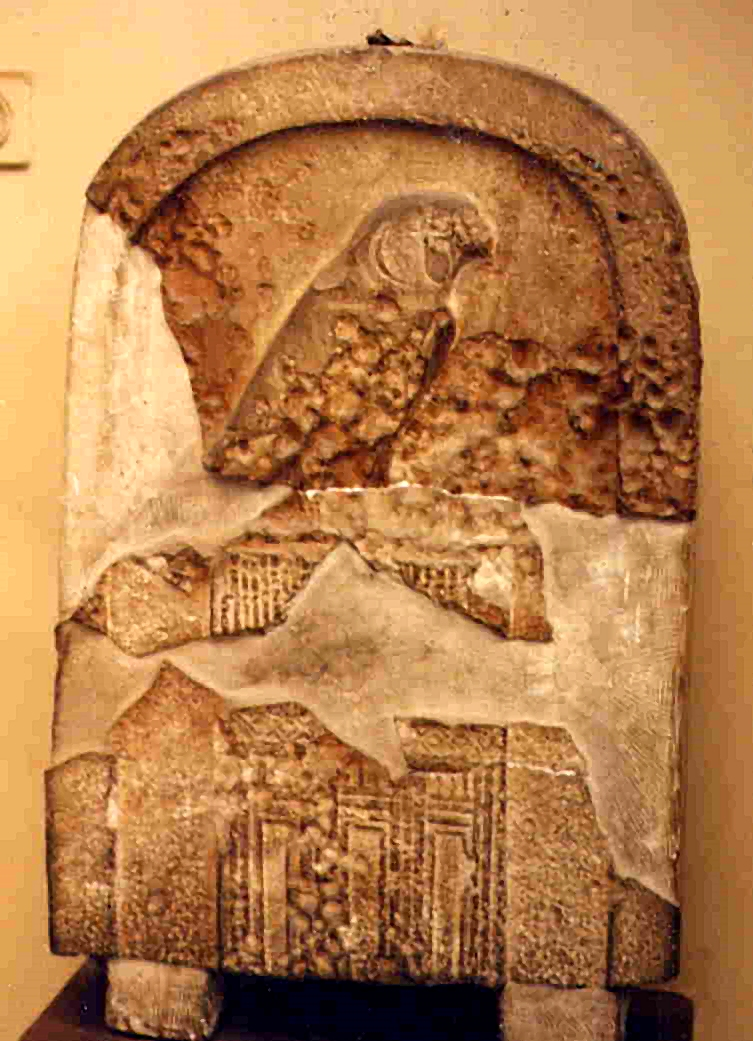
شاهد قبر للملك جر
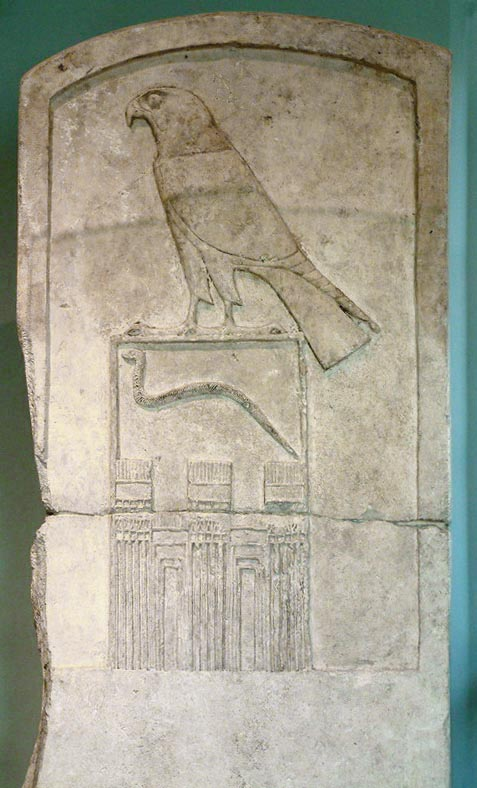
نقش حجري للملك جت عُثر عليه بجانب قبره في أم الجعاب ، متحف اللوفر.
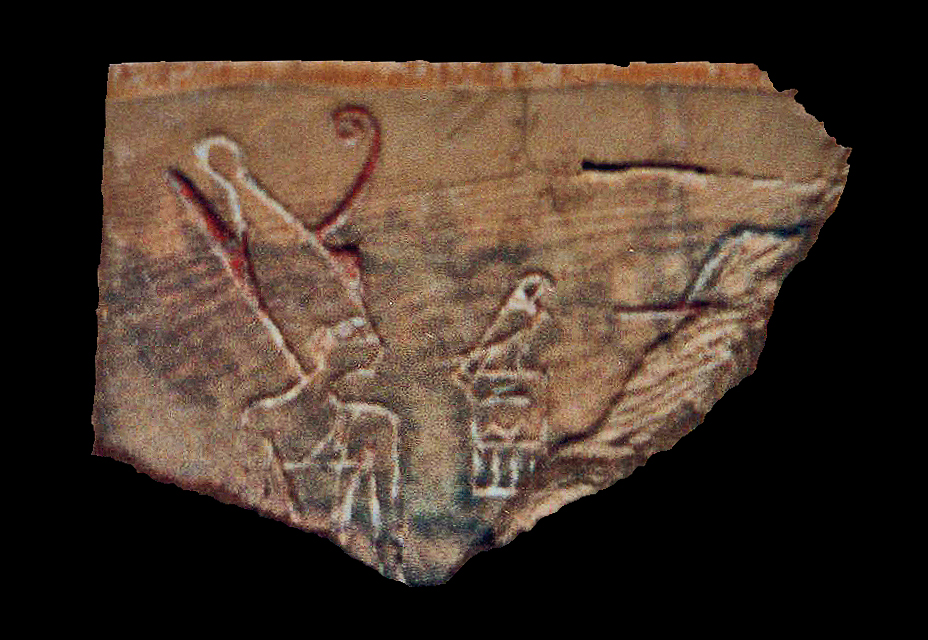
قطعة من العاج تُظهر الفرعون دن مرتديًا التاج المزدوج لمصر العليا والسفلى.
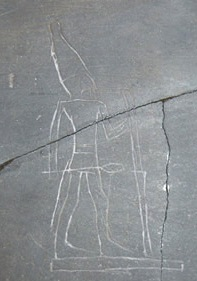
صورة مقرّبة للفرعون عج إب على وعاء حجري
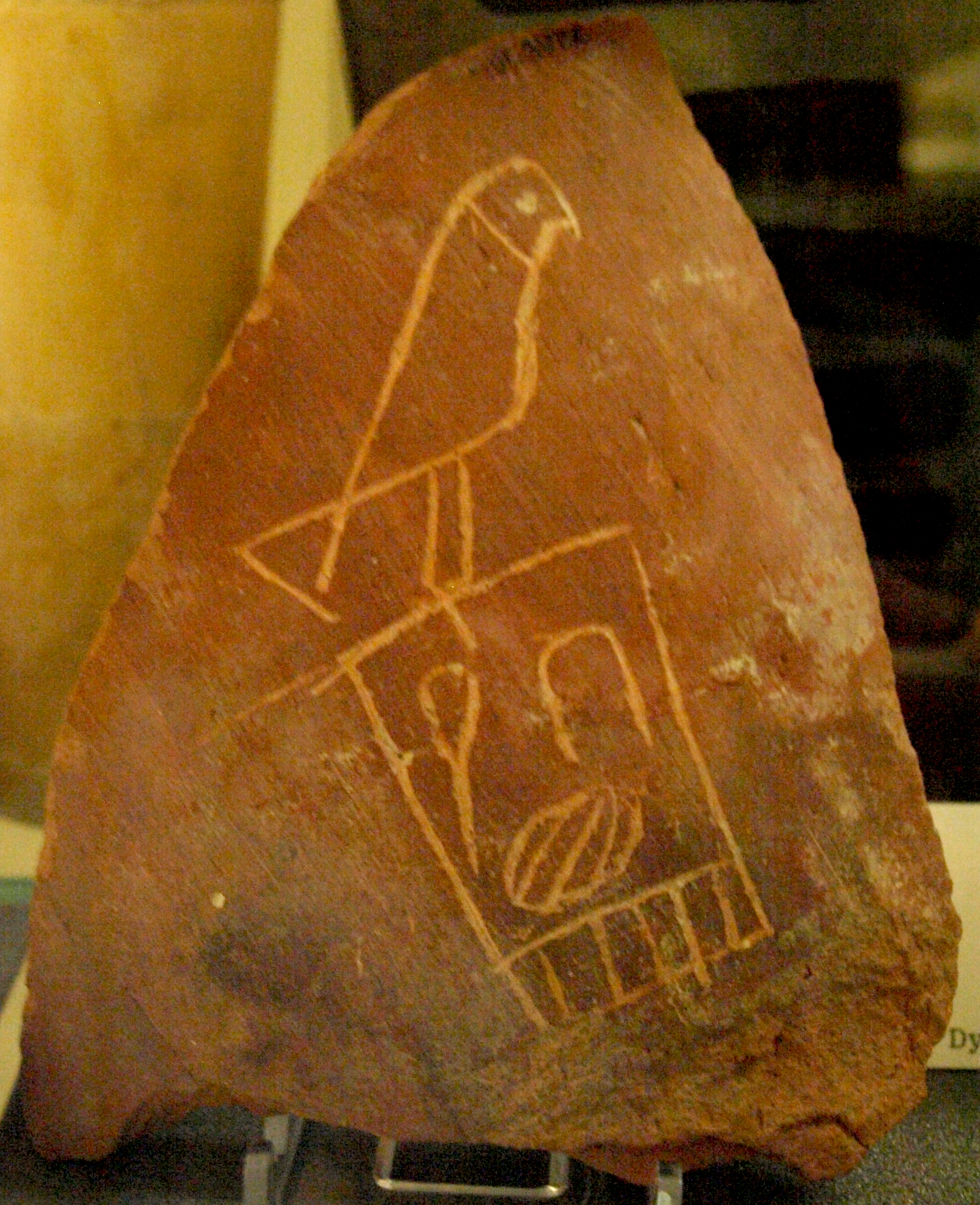
قطعة من الفخار نُقش عليها اسم الملك سمر خت
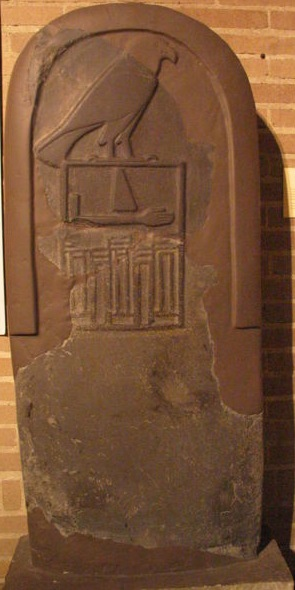
قطعة أثرية من الحجر يظهر فيها نقش لاسم الملك قاع
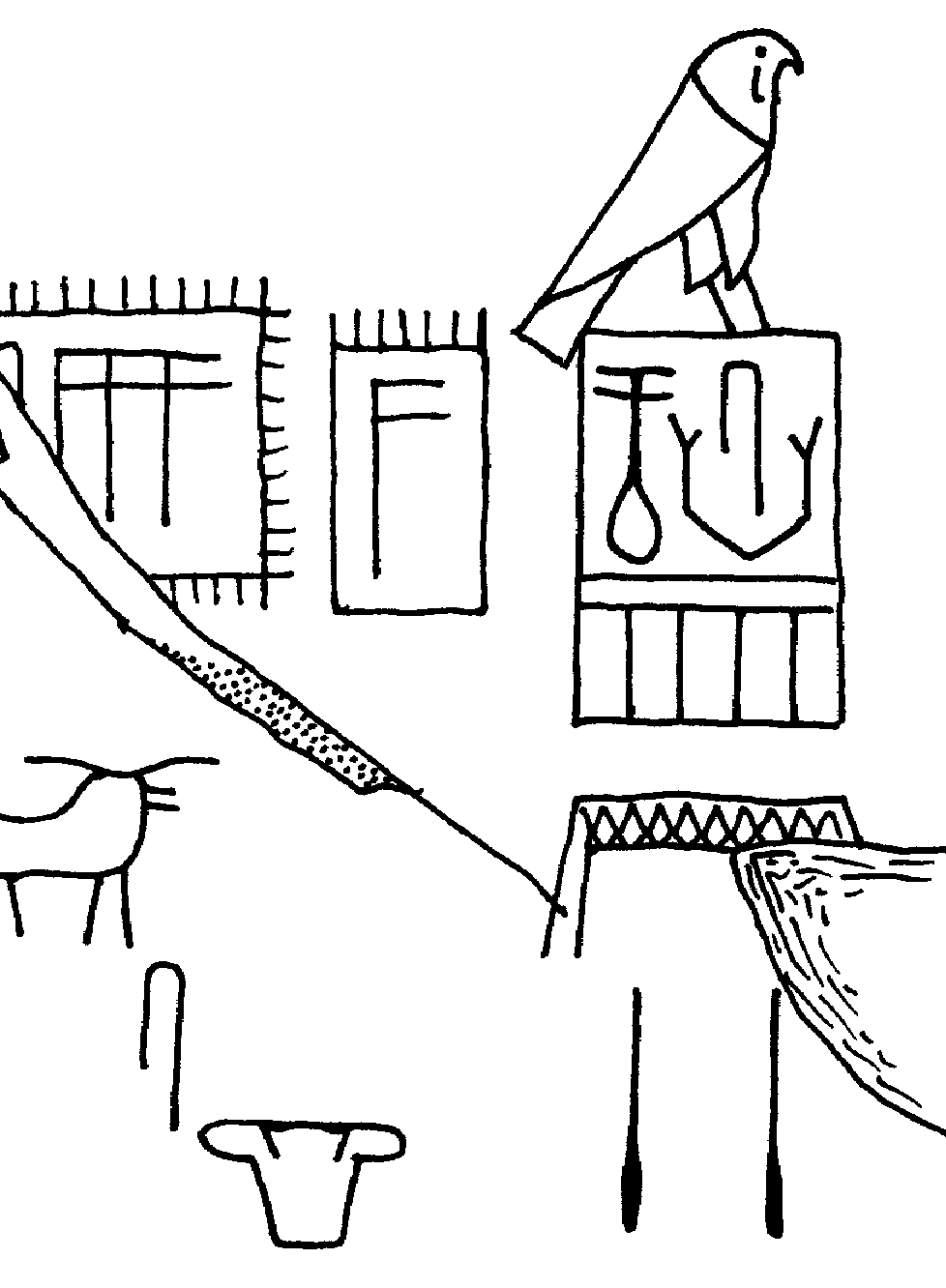
رموز من اللغة الهروغليفية تظهر اسم الملك سنيفيركا
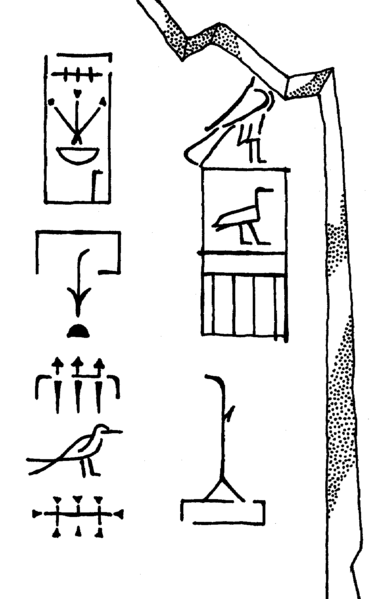
رموز من اللغة الهروغليفية تظهر اسم الملك حورس با
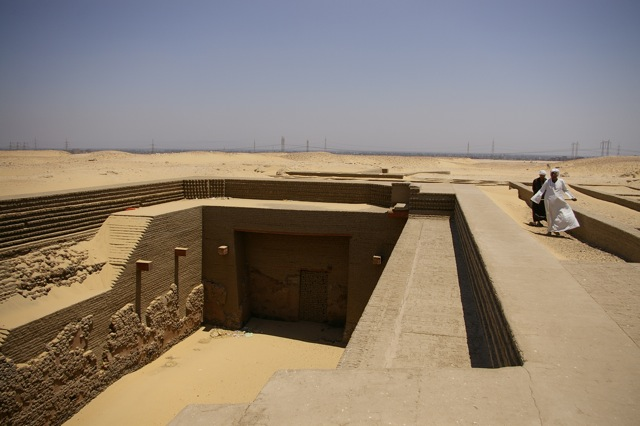
المدخل المعاد بناؤه في أبيدوس لقبر الملك دن.

## روابط خارجية
http://www.ucl.ac.uk/museums-static/digitalegypt//abydos/index.html
• http://www.ucl.ac.uk/museums-static/digitalegypt//Welcome.html
•http://www.ancient-egypt.org/index.html
•http://www.eglyphica.de/egpharaonen/inhalt/inhalt.html